# Serie A2 1996-1997 (pallavolo maschile)
La Serie A2 maschile FIPAV 1996-97 fu la 20ª edizione della manifestazione organizzata dalla FIPAV.

## Regolamento
Le 16 squadre partecipanti disputarono un girone unico con partite di andata e ritorno. Le prime due classificate al termine della regular season furono promosse direttamente in Serie A1, mentre le squadre posizionatesi dal 13º al 16º posto retrocessero in Serie B.

## Avvenimenti
Il campionato ebbe inizio il 29 settembre e si concluse il 27 aprile con le vittorie della Cosmogas Forlì e della Conad Ferrara.

## Le squadre partecipanti
Le squadre partecipanti furono 16. Con la rinuncia di Gioia del Colle, la sola Wuber Schio era la squadra proveniente dalla Serie A1, mentre Caffè Motta Salerno, Via Montenapoleone Cutrofiano e Videx Grottazzolina erano le neopromosse dalla B. Alle rinunce di Gioia del Colle, Rovigo e Torino e al ripescaggio di Roma, proveniente dalla B, in A1 sopperirono i ripescaggi di Cariparma Parma, Formaggi Sardi Sant'Antioco, Icom Cori e Italkero Modena.
| Squadra                       | Stagioni in Serie A2 | Allenatore            | Campo di gioco                         |
| ----------------------------- | -------------------- | --------------------- | -------------------------------------- |
| Caffè Motta Salerno           | 8                    | Petre Kratchmarov     | PalaTulimeri di Salerno                |
| Carifano Fox Petroli Fano     | 6                    | Nicola Agricola       | PalaAllende di Fano, PU                |
| Cariparma Parma               | 1                    | Pietro Scarduzio      | PalaRaschi di Parma                    |
| Conad Ferrara                 | 14                   | Francesco Dall'Olio   | Palasport di Ferrara                   |
| Cosmogas Forlì                | 7                    | Antonio Beccari       | PalaGalassi di Forlì                   |
| Formaggi Sardi Sant'Antioco   | 6                    | Javier Kantor         | Palasport di Cagliari                  |
| Icom Cori                     | 1                    | Boris Kolčin          | PalaBiachini di Latina                 |
| Italkero Modena               | 1                    | Alberto Di Mattia     | PalaMarconi di Modena                  |
| Lamas Castellana Grotte       | 3                    | Giuseppe Lorizio      | Palasport di Castellana Grotte, BA     |
| Magna Grecia Matera           | 2                    | Gabriele Cottarelli   | PalaSassi di Matera                    |
| Porto Livorno                 | 10                   | Alberto Barsotti      | PalaMacchia di Livorno                 |
| Montecchio Maggiore           | 4                    | Jurij Pančenko        | Palasport di Vicenza                   |
| Sira Cucine Falconara         | 7                    | Carlos Camus          | PalaRossini di Ancona                  |
| Via Montenapoleone Cutrofiano | 1                    | Cesar Claudio Cuello  | Palasport di Cutrofiano, LE            |
| Videx Grottazzolina           | 1                    | Carlos Daniel Cardona | PalaGrottazzolina di Grottazzolina, AP |
| Wuber Schio                   | 4                    | Won Ki Park           | PalaCampagnola di Schio, VI            |

## Classifica
| Pos. | Squadra                       | Pt | G  | V  | P  | SV | SP |
| ---- | ----------------------------- | -- | -- | -- | -- | -- | -- |
| 1.   | Cosmogas Forlì                | 48 | 30 | 24 | 6  | 79 | 32 |
| 2.   | Conad Ferrara                 | 46 | 30 | 23 | 7  | 79 | 34 |
| 3.   | Wuber Schio                   | 42 | 30 | 21 | 9  | 72 | 41 |
| 4.   | Magna Grecia Matera           | 40 | 30 | 20 | 10 | 72 | 46 |
| 5.   | Italkero Modena               | 40 | 30 | 20 | 10 | 69 | 49 |
| 6.   | Formaggi Sardi Sant'Antioco   | 36 | 30 | 18 | 12 | 62 | 56 |
| 7.   | Carifano Fox Petroli Fano     | 32 | 30 | 16 | 14 | 61 | 55 |
| 8.   | Porto Livorno                 | 30 | 30 | 15 | 15 | 57 | 52 |
| 9.   | Cariparma Parma               | 30 | 30 | 15 | 15 | 57 | 54 |
| 10.  | Videx Grottazzolina           | 30 | 30 | 15 | 15 | 56 | 60 |
| 11.  | Sira Cucine Falconara         | 26 | 30 | 13 | 17 | 49 | 62 |
| 12.  | Caffè Motta Salerno           | 24 | 30 | 12 | 18 | 53 | 61 |
| 13.  | Montecchio Maggiore           | 24 | 30 | 12 | 18 | 47 | 60 |
| 14.  | Via Montenapoleone Cutrofiano | 14 | 30 | 7  | 23 | 30 | 74 |
| 15.  | Lamas Castellana Grotte       | 12 | 30 | 6  | 24 | 36 | 81 |
| 16.  | Icom Cori                     | 6  | 30 | 3  | 27 | 21 | 83 |

## Risultati

### Tabellone
|               | Castellana | Cori | Cutrofiano | Falconara | Fano | Ferrara | Forlì | Grottazzolina | Livorno | Matera | Modena | Montecchio | Parma | Salerno | Sant'Antioco | Schio |
| ------------- | ---------- | ---- | ---------- | --------- | ---- | ------- | ----- | ------------- | ------- | ------ | ------ | ---------- | ----- | ------- | ------------ | ----- |
| Castellana    | XXX        | 2-3  | 3-2        | 3-0       | 2-3  | 3-2     | 1-3   | 1-3           | 2-3     | 1-3    | 1-3    | 1-3        | 0-3   | 1-3     | 3-1          | 0-3   |
| Cori          | 2-3        | XXX  | 3-0        | 1-3       | 0-3  | 0-3     | 0-3   | 2-3           | 1-3     | 0-3    | 1-3    | 1-3        | 0-3   | 0-3     | 3-0          | 0-3   |
| Cutrofiano    | 3-0        | 3-0  | XXX        | 0-3       | 0-3  | 3-1     | 0-3   | 0-3           | 3-1     | 0-3    | 1-3    | 3-0        | 3-1   | 0-3     | 1-3          | 1-3   |
| Falconara     | 3-0        | 3-0  | 3-1        | XXX       | 1-3  | 1-3     | 3-1   | 1-3           | 3-1     | 1-3    | 2-3    | 3-0        | 0-3   | 3-1     | 3-1          | 3-1   |
| Fano          | 3-1        | 3-0  | 3-0        | 2-3       | XXX  | 1-3     | 2-3   | 1-3           | 0-3     | 0-3    | 3-1    | 3-1        | 3-1   | 3-1     | 3-1          | 3-1   |
| Ferrara       | 3-0        | 3-0  | 3-0        | 3-0       | 3-2  | XXX     | 1-3   | 3-0           | 3-1     | 3-0    | 3-0    | 3-1        | 3-2   | 3-0     | 3-0          | 3-0   |
| Forlì         | 3-0        | 3-0  | 3-0        | 3-0       | 3-0  | 3-2     | XXX   | 3-0           | 3-0     | 3-1    | 3-0    | 3-0        | 2-3   | 3-0     | 1-3          | 3-1   |
| Grottazzolina | 3-1        | 3-0  | 2-3        | 3-0       | 3-2  | 3-1     | 0-3   | XXX           | 3-2     | 3-1    | 2-3    | 3-0        | 1-3   | 3-1     | 2-3          | 3-0   |
| Livorno       | 3-0        | 3-0  | 3-0        | 2-3       | 1-3  | 1-3     | 1-3   | 3-0           | XXX     | 1-3    | 3-0    | 3-1        | 3-0   | 3-0     | 1-3          | 3-0   |
| Matera        | 3-1        | 3-0  | 3-0        | 3-0       | 3-2  | 2-3     | 3-1   | 3-2           | 2-3     | XXX    | 3-2    | 3-0        | 3-0   | 3-1     | 3-0          | 1-3   |
| Modena        | 3-1        | 3-1  | 3-0        | 3-0       | 3-0  | 1-3     | 3-1   | 3-1           | 3-0     | 3-2    | XXX    | 3-0        | 3-1   | 3-2     | 3-1          | 2-3   |
| Montecchio    | 2-3        | 3-0  | 3-0        | 3-0       | 3-0  | 1-3     | 2-3   | 3-1           | 0-3     | 3-2    | 0-3    | XXX        | 0-3   | 3-0     | 3-0          | 2-3   |
| Parma         | 3-0        | 3-2  | 3-0        | 3-0       | 3-0  | 0-3     | 0-3   | 3-0           | 1-3     | 3-1    | 3-1    | 0-3        | XXX   | 2-3     | 1-3          | 1-3   |
| Salerno       | 3-1        | 3-0  | 3-1        | 3-0       | 1-3  | 3-1     | 2-3   | 2-3           | 3-0     | 2-3    | 3-1    | 3-0        | 2-3   | XXX     | 2-3          | 0-3   |
| Sant'Antioco  | 3-1        | 3-1  | 3-2        | 3-2       | 1-3  | 0-3     | 1-3   | 3-0           | 3-0     | 2-3    | 3-1    | 3-1        | 3-1   | 3-0     | XXX          | 3-2   |
| Schio         | 3-0        | 3-0  | 3-0        | 3-2       | 3-1  | 3-2     | 3-1   | 3-0           | 3-0     | 3-0    | 2-3    | 1-3        | 3-1   | 3-0     | 1-3          | XXX   |